# Phalempin
Phalempin là một xã ở trong tỉnh Nord ở miền bắc nước Pháp. Xã này có diện tích 7,93 km², dân số năm 1999 là 4390 người. Xã nằm ở khu vực có độ cao trung bình 60 mét trên mực nước biển.